# عملية الغواص

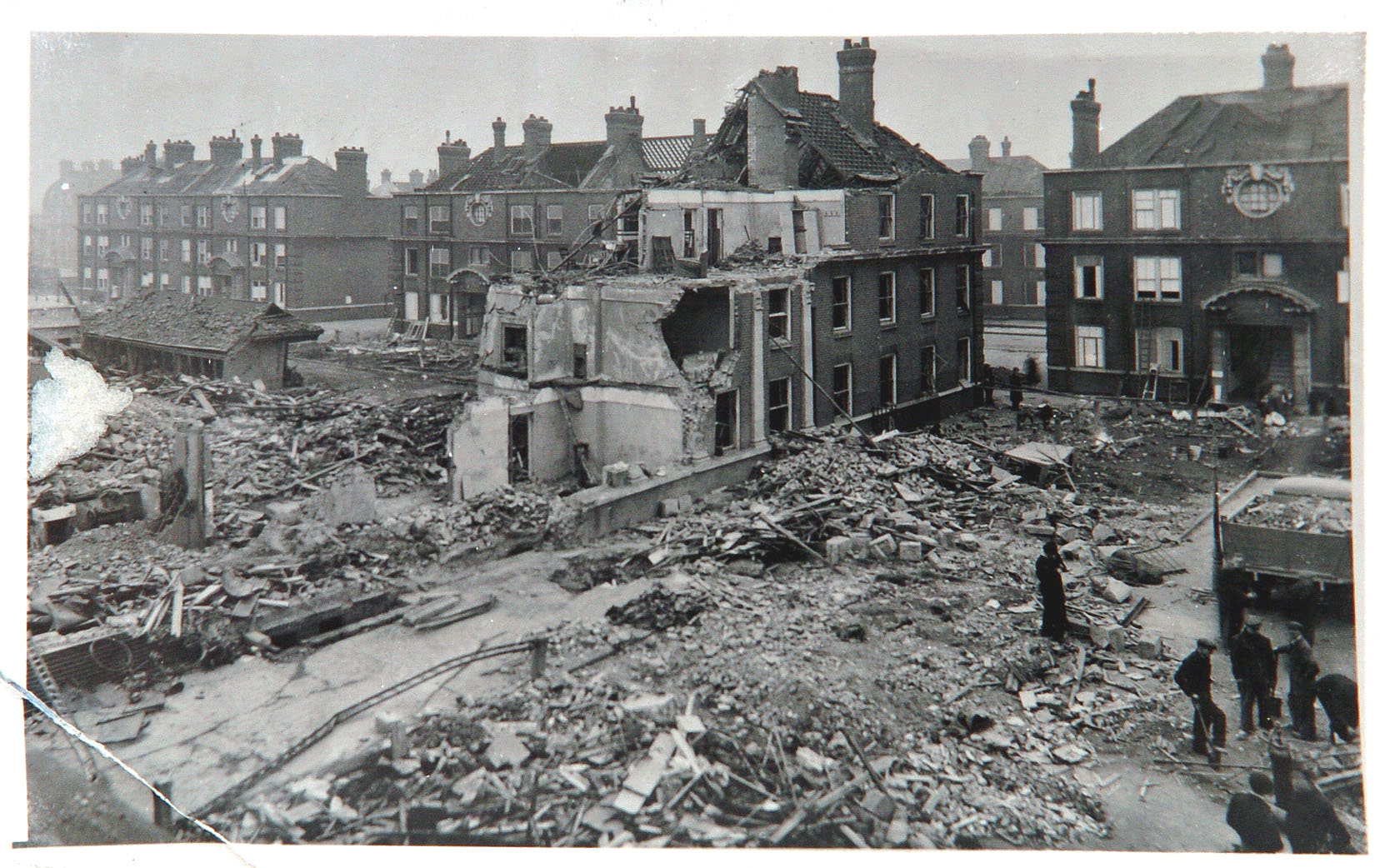
مزرعة كليفرلي، شيباردز بوش، لندن، بعد أن ضربتها قنبلة طائرة من طراز V-1، عام 1945.

عملية الغواص هي الاسم الرمزي البريطاني للإجراءات المضادة ضد حملة القنابل الطائرة في-1 التي أطلقتها لوفتفافه الألمانية عام 1944 ضد لندن وأجزاء أخرى من بريطانيا. كان الغواص هو الاسم الرمزي لـ V-1، الذي تألف الدفاع ضده من مدافع مضادة للطائرات وبالونات وابلا وطائرات مقاتلة. استخدم منظومة الصليب المزدوج البريطاني عملاء مزدوجين لزرع معلومات كاذبة حول دقة قصف في-1. أثبتت المدافع المضادة للطائرات الشكل الأكثر فعالية للدفاع في المراحل المتأخرة من الحملة، بمساعدة التكنولوجيا القائمة على الرادار وفتيل القرب. انتهت حملة في-1 من مواقع الإطلاق الأرضية بحلول منتصف عام 1944 مع احتلال الحلفاء لمواقع الإطلاق.

## خطة الغواص
تم إعداد خطة الغواص في أوائل عام 1944 بعد التقارير الأولى للسلاح في أبريل 1943 واكتشاف مواقع الإطلاق في أواخر عام 1943. يجب أن تكون الخطة مرنة بما يكفي لتغطية الهجوم المتوقع على بريطانيا واحتياجات عملية أوفرلورد، غزو الحلفاء لأوروبا. بدأ هجوم في-1 في اليوم السادس بعد إنزال النوردمندي على شواطئ نورماندي، برسالة «الغواص والغواص والغواص». أعيد نشر الدفاعات التي كانت تحرس موانئ المغادرة للغزو ضد V-1.

## الدفاعات

### بالونات
تم نشر بالونات القذائف أيضًا ضد الصواريخ ولكن الحواف الرائدة لأجنحة V-1 كانت مجهزة بقطع كابل البالون ومن المعروف أن أقل من 300 صاروخ V-1s قد تم تدميرها عن طريق ضرب الكابلات.